# Forge (editor de niveles)
Forge es un editor de niveles desarrollado por Bungie y 343 Industries para la serie de videojuegos de disparos en primera persona, Halo. Forge se lanzó inicialmente junto con Halo 3 y se amplió aún más en Halo: Reach, Halo 4, Halo 2: Anniversary y Halo 5: Guardians.
Tras el lanzamiento de Halo 3 , Forge recibió elogios de la crítica por su facilidad de uso y versatilidad. Posteriormente, Bungie lanzó múltiples mapas diseñados para la edición de Forge tanto en Halo 3 como en Halo: Reach . A partir de 2019, se han creado más de 6,6 millones de mapas creados por usuarios utilizando Forge.

## Función
En Halo 3 , Forge es un editor de mapas en el juego diseñado para ajustar la colocación de armas, vehículos y accesorios. Mientras está en el modo Editor, el jugador se convierte en un robot flotante, o "monitor", que puede generar, mover y eliminar cualquier objeto del juego en el mapa. A todos los objetos se les asigna un valor monetario y su generación cuesta dinero; el "presupuesto de forja" del nivel determina cuánto dinero puede usar el jugador para generar objetos. A diferencia de los editores de niveles convencionales, la geometría del mapa no se puede mover ni eliminar en Halo 3 Forge, pero se pueden usar accesorios (como cajas y barreras de hormigón) para crear muros y bloqueos improvisados. Las actualizaciones posteriores de Halo 3 agregaron mapas DLCdiseñado específicamente para la edición de Forge, con listas de accesorios ampliadas que permiten a los jugadores crear mapas rudimentarios a partir de bloques, pendientes y paneles.
La iteración Halo: Reach de Forge recibió múltiples características nuevas, como la capacidad de pasar objetos entre sí, suspender objetos en el aire y ajustar la ubicación de los objetos en incrementos más finos a través de "empujones". Estas adiciones se trasladaron posteriormente a Halo 3 en una actualización de Halo: The Master Chief Collection .

## Historia
El desarrollo de Forge comenzó solo 6 meses antes del lanzamiento de Halo 3 ; Según el productor de Bungie, Allen Murray, se tuvieron que eliminar varias "pequeñas funciones de interfaz de usuario" para adaptarse a su inclusión. Forge se presentó por primera vez en agosto de 2007 en la Convención de Juegos de Leipzig.
Halo 5: Forge , una versión independiente gratuita de la herramienta de edición de mapas de Halo 5 , se lanzó para Windows 10 el 8 de septiembre de 2016.
En agosto de 2019, 343 Industries transfirió más de 6,6 millones de mapas de Forge creados en las versiones de Xbox 360 de Halo 3 , Halo: Reach y Halo 4 a Halo: The Master Chief Collection.
Forge no se implementó para el lanzamiento de Windows de 2019 de Halo: The Master Chief Collection , pero se agregó más tarde con el lanzamiento de Halo 3 en julio de 2020. Con el lanzamiento de Forge en Windows, Forge de Halo 3 recibió varias funciones nuevas adaptadas de Halo: Reach.

## Recepción
Como componente de Halo 3 , Forge recibió elogios de la crítica tras su lanzamiento. Jeff Gerstmann de GameSpot describió a Forge como "una adición extremadamente poderosa que podría apoderarse de tu vida" y elogió al editor por el valor de repetición que proporcionó. Heather Campbell de Play Magazine nombró a Halo 3 su juego del año debido a Forge, y el coeditor Greg Orlando explica más adelante en la edición: "¿Qué separa a Halo 3 de otros juegos de consola como Call of Duty 4: Modern Warfare y Team Fortress 2. Sin embargo, es la inclusión de un modo de forja y la capacidad de guardar y editar películas de juego. [...] Aunque estos modos son estándar en la mayoría de los juegos de disparos en línea para PC, su inclusión en un juego de consola es algo completamente nuevo, y completamente maravilloso". En un editorial para Edge, N'Gai Croal afirmó que Forge podría "ayudar a demostrar la viabilidad del contenido generado por el usuario en las consolas." La iteración de Forge de Halo 3 ha recibido comparaciones con Garry's Mod, un mod de Half-Life 2 de 2004 con un énfasis similar en la construcción y experimentación de forma libre.

## Legado
Fuera de su uso previsto como editor de mapas, Forge se ha utilizado para crear instalaciones de arte organizando accesorios en el juego para dibujar y escribir mensajes. Los modos de juego y los mapas creados en Forge ocasionalmente han informado el desarrollo de Halo. Grifball, un popular mapa de Forge creado por el usuario y un modo de juego inspirado en el rugby, se convirtió en una lista de reproducción semanal oficial para Halo 3. Grifball se incluiría en todos los juegos posteriores de Halo después de Halo: Reach.
El empleado de 343 Industries, Nick Bird, que trabaja como control de calidad de Forge en Halo Infinite, le dio crédito a Forge por su interés en el desarrollo de juegos; "Mi tiempo en Forge y la comunidad de Forge finalmente me llevó a seguir una carrera en la industria y finalmente me consiguió un puesto para trabajar en lo que amo en una franquicia que amo".
En septiembre de 2021, los desarrolladores del juego de disparos en primera persona basado en un portal Splitgate anunciaron que tienen la intención de incorporar su versión patentada de un modo Forge en el juego, que se lanzará antes de que Halo Infinite lance su versión.